# Episodi di The Good Doctor (settima stagione)
La settima e ultima stagione della serie televisiva The Good Doctor è stata trasmessa in prima visione assoluta negli Stati Uniti d'America da ABC dal 20 febbraio 2024 al 21 maggio 2024.
In Italia la stagione è stata trasmessa in prima visione assoluta su Rai 2 dall'11 settembre al 16 ottobre 2024.
| nº | Titolo originale    | Titolo italiano        | Prima TV USA     | Prima TV Italia   |
| -- | ------------------- | ---------------------- | ---------------- | ----------------- |
| 1  | Baby, Baby, Baby    | Un cuore per due       | 20 febbraio 2024 | 11 settembre 2024 |
| 2  | Skin in the Game    | La scommessa           | 27 febbraio 2024 | 11 settembre 2024 |
| 3  | Critical Support    | Supporto fondamentale  | 19 marzo 2024    | 18 settembre 2024 |
| 4  | Date Night          | Serata al karaoke      | 26 marzo 2024    | 18 settembre 2024 |
| 5  | Who At Peace        | In pace                | 2 aprile 2024    | 25 settembre 2024 |
| 6  | M.C.E.              | Una giornata difficile | 9 aprile 2024    | 25 settembre 2024 |
| 7  | Faith               | Fede                   | 30 aprile 2024   | 9 ottobre 2024    |
| 8  | The Overview Effect | Cambio di prospettiva  | 7 maggio 2024    | 9 ottobre 2024    |
| 9  | Unconditional       | Incondizionato         | 14 maggio 2024   | 16 ottobre 2024   |
| 10 | Goodbye             | Addio                  | 21 maggio 2024   | 16 ottobre 2024   |

## Un cuore per due
- Titolo originale: Baby, Baby, Baby
- Diretto da: Rebecca Moline
- Scritto da: Liz Friedman e Jessica Grasl

### Trama
Shaun e Lea hanno iniziato ad adattarsi alla loro condizione di neogenitori, ma si scontrano su come gestire il piccolo Steve che ora ha due settimane di vita e sull'importanza della routine e degli orari. Il dottor Murphy rientra al lavoro (distribuendo ai colleghi foto del figlio) e immediatamente si unisce all'équipe della Lim sul caso del piccolo Jack Pierce, il quale necessita disperatamente di un cuore nuovo; tuttavia, sorgono complicazioni nel momento in cui anche la figlia adottiva di Morgan, Eden (di undici settimane e affetta dalla sindrome di Turner), sviluppa un'insufficienza cardiaca. Scegliere chi riceverà l'organo sembra impossibile: tutti concordano di darlo a Jack che è più malato e rischia seriamente di morire, ma poi Shaun ha un'idea geniale per trapiantare le valvole cardiache del bambino in Eden per salvarli entrambi. Malgrado i due interventi chirurgici siano estremamente delicati, entrambi hanno successo.
Nella situazione, Morgan, frenata dall'orgoglio, esclude Park da ogni decisione medica riguardante la figlia e non riesce ad aprirsi con lui, creando invece un legame con la madre di Jack; dopo che Park le dice che è lì per aiutarla e che vuole bene ad Eden come se fosse figlia sua, lei cambia opinione e, ringraziando Shaun per aver salvato la bambina, definisce quest'ultima "loro" figlia.
Jordan sente la mancanza di Perez (tornato in Texas per disintossicarsi grazie alla vicinanza della famiglia) e Asher tenta di risollevarle il morale. Quando lui annulla la loro uscita per trascorrere la serata con Jerome, lei va a trovare Lea. Successivamente, chiede a Jared il motivo del suo atteggiamento freddo nei suoi confronti e lui le esprime la propria disapprovazione per aver somministrato gli oppioidi a Danny infrangendo la promessa che gli aveva fatto (anche se gli ha salvato la vita); Jordan allora ammette di provare un senso di solitudine poiché ha l'impressione che tutti siano andati avanti mentre lei si era affezionata ad una persona che se n'è andata. Alla fine, accetta l'invito di Jared a cenare con lui.
A seguito delle dimissioni di Andrews (che sta girando il mondo), Glassman e la Lim tentano di far eleggere l'altro Presidente "ad interim" dell'ospedale, con il risultato che entrambi ne diventano co - Presidenti.
Sebbene Glassman sia ancora arrabbiato con Shaun per avergli interrotto la carriera di chirurgo, si offre di tenere il piccolo Steve per una notte affinché i due neogenitori possano riposare (infatti il bambino non smetteva di piangere) e, cullandolo, gli si presenta come suo nonno (in precedenza, Lea gli aveva rivelato che il secondo nome del piccolo è Aaron).
- Nota: In questa ultima stagione non compare il dottor Marcus Andrews, dimessosi dall'incarico di Presidente nel finale precedente. La sua uscita di scena si è resa necessaria in quanto il suo interprete Hill Harper, laureato in Legge ad Harvard, ha deciso di candidarsi, per i Democratici, alle elezioni del Senato del Michigan avvenuto il 5 novembre 2024, rinunciando quindi alla carriera artistica.[4]
- Guest star: Shinelle Azoroh (Kate Pierce), Elfina Luk (infermiera Villanueva), April Cameron (infermiera Hawks), Ellie Harvie (Gail), Donald Heng (Owen Pierce), Kwesi Ameyaw (dottor Moss).
- Ascolti USA: telespettatori 2 860 000[5]
- Ascolti Italia: telespettatori 734 000 – share 4,20%[6]

## La scommessa
- Titolo originale: Skin in the Game
- Diretto da: Freddie Highmore
- Scritto da: Garrett Lerner e Nathalie Touboul

### Trama
Grazie ad una convenzione con la Scuola di Medicina di San Jose, il St. Bonaventure accoglie due nuovi tirocinanti, gli studenti Charlotte "Charlie" Lukaitis e Dominick "Dom" Hubank, ai quali rispettivamente Shaun e Park dovranno fare da mentori: la prima è un'entusiasta che parla troppo, venera Shaun da quando ha visto il video virale del salvataggio di un bambino all'aeroporto (nell'episodio pilota della serie), che l'ha ispirata ad iscriversi a Medicina, come lui è affetta dal disturbo dello spettro autistico (ma non ha la sindrome del savant) e la sua passione per la Chirurgia è pari soltanto a quella per la popstar Taylor Swift (utilizza le sue canzoni per concentrarsi); il secondo è un "gigante buono" ex giocatore di football che soffre di emofobia (paura del sangue). Shaun consente a Charlotte di seguire lui, Jared e Jordan nel trattare Richard Shelford, il quale ha sviluppato silicosi a causa di inalazione di polvere di silicio e ha bisogno di nuovi polmoni. Murphy dovrebbe capire meglio di tutti le difficoltà della giovane, ma i suoi continui errori (contamina involontariamente la sala operatoria) e il suo comportamento (interferisce nel rapporto tra il paziente e la figlia) lo infastidiscono al punto che la rimprovera duramente mettendo in chiaro che secondo lui non diventerà mai un bravo chirurgo. In seguito Charlotte scopre che Grace, la figlia di Rich, è una "sex worker" e, nel momento in cui informa l'uomo, quest'ultimo annulla l'intervento a cui aveva acconsentito; parlandogli, Shaun lo convince ad accettare la figlia a prescindere dalla sua professione. Per risollevare Charlotte, Dom improvvisa una coreografia sulle note di "Bejeweled" (tratta dall'album "Midnights" di Taylor Swift).
Park, Asher e Dominick si occupano di Sal Zacharia, un giocatore d'azzardo con un esteso tumore al cervello. Park non crede alla sua buona fede, ma decide comunque di eseguire l'operazione per rimuoverlo; essa ha esito positivo, tuttavia Sal non mantiene la promessa di smettere di scommettere, affermando che ne farà soltanto un'ultima. Park non si sente all'altezza dato che l'intervento è molto complesso e delicato, allora Morgan lo sprona dicendo che lei lo considera il migliore medico dell'ospedale.
Lea manifesta difficoltà ad allattare al seno il piccolo Steve, inizia perciò a nutrirlo con latte in polvere e si confida con Morgan ammettendo di sentirsi un fallimento come madre; lei la rassicura e le due si confrontano su quanto sia impegnativa la maternità.
Glassman e la Lim continuano a cercare di prevalere l'uno sull'altra nel loro primo giorno da co - Presidenti "ad interim", anche se più tardi stabiliscono una tregua per condividere equamente il carico di lavoro.
Shaun rifiuta di partecipare alla festa organizzata da Morgan per Eden per non incontrare Glassman (essendo ancora irritato per la sua assenza alla nascita di Steve), ma cambia idea: i due appianano finalmente i loro conflitti e ognuno si scusa con l'altro.
- Nota: L'interprete della new entry Charlotte "Charlie" Lukaitis, Kayla Cromer, è autistica anche nella realtà. Inoltre, questo episodio è diretto dalla star della serie Freddie Highmore (che ne è anche produttore esecutivo).
- Guest star: Kayla Cromer (Charlotte "Charlie" Lukaitis), Wavyy Jonez (Dominick "Dom" Hubank), Peter Jacobson (Sal Zacharia), Ian Tracey (Richard Shelford), Lucy Loken (Grace Shelford), Elfina Luk (infermiera Villanueva), Giacomo Baessato (infermiere Jerome Martel), April Cameron (infermiera Hawks), Camille Atebe (dottoressa Sasha Hyland).
- Ascolti USA: telespettatori 2 520 000[7]
- Ascolti Italia: telespettatori 719 000 – share 4,90%[6]

## Supporto fondamentale
- Titolo originale: Critical Support
- Diretto da: James Genn
- Scritto da: Thomas L. Moran

### Trama
Shaun tratta Phipps, uno studente del college che si è infortunato la testa durante una festa di una confraternita. Il chirurgo è sempre più in difficoltà con la sua "allieva" Charlotte e irritato dal suo comportamento impulsivo, tanto più che lei rifiuta di riconoscere i propri errori e continua a interromperlo; lui allora si rivolge, separatamente, prima a Glassman (col quale si è riappacificato) poi alla Lim (che continuano a punzecchiarsi) per capire come migliorare il loro rapporto: il primo gli dice di provare ad essere paziente e di lasciarle il tempo di adattarsi, mentre la seconda gli suggerisce di essere "proattivo" e di spiegare chiaramente alla giovane ciò che vuole che faccia. I loro consigli risultano però contrastanti e aumentano il grado di confusione di Murphy, dato che sono influenzati dai differenti metodi di lavoro utilizzati per soddisfare le richieste del Consiglio dell'ospedale. Non appena Shaun sta per eseguire un intervento chirurgico su Phipps, Charlie (che ha ricevuto dallo strutturato l'autorizzazione ad assistere) chiede di poter tenere in mano la cistifellea e rileva un oggetto affilato all'interno; ciò conduce alla deduzione che nel corpo del ragazzo vi sono schegge di metallo. Malgrado la casuale scoperta di Charlie (per la quale Jared la ringrazia), Shaun la tratta nuovamente male e le dice che è inadatta ad essere un chirurgo; lei ne resta profondamente ferita. La Lim e Glassman tentano di convincerlo a concederle un'altra possibilità. ma lui rifiuta, ricordando loro situazioni simili che lui stesso ha dovuto affrontare quando è entrato al St. Bonaventure.
Park, Dominick e l'infermiere Jerome si dedicano ad un uomo la cui mano è rimasta intrappolata in un tritacarne. Dom non ha ancora superato la paura del sangue, ma grazie alle parole di Park dà il proprio contributo per salvare l'arto.
Morgan informa Lea di aver nominato lei e Shaun tutori della piccola Eden nel caso in cui a lei accadesse qualcosa. Inizialmente è riluttante nell'includere anche Park, cambiando idea dopo che Dominick lo elogia sia come medico sia come persona.
Asher conosce la numerosa e accogliente famiglia di Jerome alla festa per la Cresima della nipote.
- Guest star:
- Ascolti USA:
- Ascolti Italia: telespettatori 740 000 – share 4,10%[8]

## Serata al karaoke
- Titolo originale: Date Night
- Diretto da: Allison Liddi Brown
- Scritto da: David Hoselton & Tracy Taylor

### Trama
Il trentottenne Cameron Howard ha avuto un incidente con l'auto causato dalla diagnosi di Alzheimer precoce; sua moglie Gilly è incinta e teme che prendersi cura di entrambi sarà troppo gravoso per lei, infatti lui insiste affinché lo mandi in una struttura di degenza. Murphy constata che l'uomo in realtà presenta una vena giugulare compressa (dunque non Alzheimer), condizione che fortunatamente può essere corretta tramite la chirurgia.
Park, Jordan, Kalu e Charlotte soccorrono Nathan Speed, un amico di Jordan e membro del coro della sua stessa chiesa, il cui udito rischia di essere compromesso dalla rimozione di un tumore cerebrale benigno. Una ricerca sull'intelligenza artificiale effettuata da Charlie si rivela utile per rimuovere la massa preservando l'udito.
Sia Shaun e Lea (che non riescono a parlare poiché lei è sempre stanca), sia Morgan e Park vorrebbero ritrovare l'intimità tra loro e trascorrere un po' di tempo da soli: Morgan organizza "appuntamenti" per riaccendere l'attrazione fisica, ma ogni volta i due vengono interrotti dalla piccola Eden, dalla Lim e da Charlotte; ci riescono soltanto dopo un banale litigio. Shaun e Lea si concedono invece una serata al bar - karaoke che frequentavano prima della nascita di Steve, ma arrivati lì si mostrano a disagio e si rendono conto che le loro priorità sono cambiate (pensano continuamente al figlio); rientrati a casa, osservano che le loro vite non sono più le stesse, ma comunque sono migliori proprio perché c'è Steve.
Jared porta la cena a Jordan, che fa da babysitter al figlio degli amici; Asher sente la mancanza di Jerome, che si trova a Sydney per un convegno di dieci giorni, e ad un certo punto sospetta che lo tradisca con un attraente collega che lo accompagna. Alla fine dell'episodio, Jerome lo videochiama (scusandosi per non averlo fatto prima e attribuendo la responsabilità al jet-lag) e lo rassicura dicendo che gli interessa soltanto lui.
Eileen, la madre della Lim, fa una visita a sorpresa, ma quest'ultima sminuisce le sue preoccupazioni sul suo benessere mentale e chiede a Glassman (che in realtà si offre) di portarla a fare shopping in cambio della sostituzione in due riunioni con il Consiglio. Tra i due si crea un'insolita sintonia. 
- Guest star:
- Ascolti USA:
- Ascolti Italia: telespettatori 759 000 – share 5,10%[8]

## In pace
- Titolo originale: Who At Peace
- Diretto da: Dinh Thai
- Scritto da: Peter Blake & Adam Scott Weissman

### Trama
Su insistenza di Glassman e della Lim, Shaun accetta, con riluttanza, di lavorare nuovamente con Charlotte (con la quale le tensioni raggiungono un "punto di rottura"); insieme a Kalu, si occupano di Lucy, una quattordicenne affetta da grave obesità che acconsente a sottoporsi ad una gastrectomia per rimuovere parte dello stomaco. Quando però Charlotte elenca i rischi senza precisarne le improbabilità, Lucy e la madre si spaventano e decidono di non operarsi, facendo arrabbiare Murphy. Lea gli consiglia di riconoscere ciò che Charlie compie di positivo per "compensare" le sue mancanze, oppure di ignorarle. Fortunatamente, la giovane tirocinante riesce a far cambiare idea a Lucy e alla madre aprendosi sul trattamento da lei ricevuto ai tempi della scuola per via dell'autismo. Poco dopo, ella commette un altro errore in sala operatoria e Shaun la caccia. Successivamente, spiega a Glassman di non volere più essere il suo tutor; quest'ultimo lo informa che Charlotte ha presentato un reclamo contro di lui.
Park e Asher trattano Scott, un uomo di settantacinque anni la cui fidanzata molto più giovane Ronit è ebrea; la diagnosi di un cancro ovarico al terzo stadio inoperabile per lei lascia la coppia sconfortata per il fatto che lui, che si sta riprendendo da un intervento all'anca, potrebbe non riuscire a completare la conversione all'Ebraismo in tempo per il loro matrimonio prima che Ronit muoia. Il cinismo di Asher (che è ebreo non praticante - diventato ateo - dato che al momento del coming-out è stato allontanato dalla Sinagoga) riguardo all'istituzione e al rituale del matrimonio infastidisce Jerome, portandoli ad una lite, finché Jordan spinge Asher a riflettere (quest'ultimo le rivela di aver trovato in un cassetto la scatolina di un anello di fidanzamento, perciò è certo che Jerome intenda fargli la proposta nell'anniversario del loro primo appuntamento). Egli allora si rivolge ad un rabbino che conosce per chiedergli di facilitare la conversione di Scott e di organizzare il matrimonio all'interno dell'ospedale; il religioso osserva che Asher dovrebbe accogliere anche la parte della propria identità che lo definisce ebreo, oltre a quella che lo definisce omosessuale, perché non è qualcosa che si può cancellare o evitare. Dopo averlo riaccompagnato alla Sinagoga, i due si imbattono in due teppisti antisemiti che stanno vandalizzando il luogo di culto: Asher tenta di allontanarli, poi si presenta riconoscendosi come ebreo e come omosessuale mentre contatta la Polizia; loro iniziano ad andarsene ma poi lo seguono e lo colpiscono violentemente alla nuca con una sbarra di metallo, uccidendolo all'istante. Jerome resta invano ad aspettarlo nel ristorante in cui avevano appuntamento a cena, nel corso della quale lui gli avrebbe chiesto appunto di sposarlo.
- Guest star: Bess Armstrong (Eileen Lim), Kayla Cromer (Charlotte "Charlie" Lukaitis), Dierdre Friel (madre di Lucy), Matt McCoy (Scott), Giacomo Baessato (infermiere Jerome Martel), April Cameron (infermiera Hawks), David Attar (rabbino Benjamin), Carmel Amit (Ronit), Madison Cooper Higley (Lucy).
- Note: questo episodio mostra uno scioccante colpo di scena, ovvero appunto la morte del personaggio di Asher Wolke (interpretato fin dal suo ingresso, nella quarta stagione, da Noah Galvin) a causa di una violenta aggressione antisemita. La sequenza ha sconvolto e rattristato i fan della serie, sia perché il personaggio era molto amato, sia perché essendo questa l'ultima stagione non si pensava che uno dei principali sarebbe morto, sia infine poiché l'uscita del personaggio non era stata annunciata o accennata in anticipo (come spesso avviene). Lo sceneggiatore dell'episodio Adam Scott Weissman, in un'intervista a "The Wrap", ha spiegato che secondo lui in questo episodio la storia del personaggio "si completa" in quanto con le ultime battute che pronuncia è finalmente in grado di "riconciliare" tutte le componenti della propria identità (quella religiosa e quella dell'orientamento sessuale) tra le quali era sempre stato combattuto. Ha dichiarato "[Asher] si è sempre sentito come se dovesse scegliere [chi essere]... Vederlo giungere alla conclusione che poteva essere entrambi [ebreo e gay] era estremamente importante per noi... [...] Il fatto che l'accettazione di tutte le parti di sé avvenga per proteggere qualcun altro e per proteggere un luogo sacro rende la sua morte un momento eroico." Inoltre, lo showrunner David Shore si è confrontato sia con gli sceneggiatori sia con l'altra showrunner Liz Friedman e insieme hanno deciso che con questo episodio avrebbero voluto sensibilizzare sugli effetti che fenomeni come antisemitismo, razzismo, omofobia e in generale i crimini d'odio provocano nei confronti delle minoranze (come gli ebrei e la comunità LGBTQI+, della quale la stessa Friedman è membro). Nella messa in onda originale sulla ABC, dopo l'ultima scena, infatti, sullo schermo appare un messaggio che invita i telespettatori a visitare il sito "Splcenter.org" per aiutare a fermare questo tipo di crimini. Con un post sul proprio account Instagram, l'attore Noah Galvin ha poi ringraziato la produzione e i colleghi del cast per i quattro anni di riprese a Vancouver (dove la serie è stata girata).
- Ascolti USA:
- Ascolti Italia:

## Una giornata difficile
- Titolo originale: M.C.E.
- Diretto da: Mike Listo
- Scritto da: David Renaud & Tristan Thai

### Trama
L'episodio si apre con tutto lo staff del St. Bonaventure seduto in una sala (e vestiti di nero in segno di lutto) per celebrare il ricordo di Asher. Jordan pronuncia un elogio funebre estremamente commovente (espone le loro differenze - lei una cristiana di Oakland, lui un ebreo chassidico diventato ateo, riconvertito appena prima di essere ucciso, di Brooklyn - , sottolineando come esse li avessero uniti, come lui la facesse ridere e come si battesse per ciò che riteneva giusto - ) aggiungendovi però anche uno sfogo di rabbia nei confronti dei due teppisti che hanno ucciso l'amico in modo crudele; molto rattristato è naturalmente anche Jerome (che aveva pianificato di chiedere ad Asher di sposarlo proprio la sera della sua aggressione). Lea, consapevole che gli autistici elaborano il lutto più lentamente, spiega a Shaun che, nel momento in cui egli comprenderà ciò che è accaduto, ne sarà travolto e gli assicura il proprio sostegno, cercando anche di confortare Jerome.
Sebbene siano ancora scossi, i protagonisti devono affrontare le conseguenze di una strage di massa provocata da un uomo piombato con l'auto sulla folla di un festival allo scopo di suicidarsi: i feriti, più o meno gravi, continuano ad arrivare ma l'ospedale è sotto organico in quanto diversi chirurghi si trovano ad Oakland per una conferenza. La Lim affida a Murphy la gestione della situazione dato che quasi certamente quest'ultimo non lascerà che le emozioni offuschino la sua professionalità, e lei stessa mostra difficoltà ad accettare la morte di molti pazienti (tra i quali uno che assomiglia ad Asher). La madre Eileen le rivela che il padre soffriva di depressione clinica (e che non voleva che lei lo scoprisse perché la figlia lo idolatrava) ed è preoccupata che Audrey possa svilupparla (a seguito di tutte le esperienze traumatiche vissute, come il terremoto, la morte di Melendez, il COVID); quest'ultima spiega che Clay le aveva fatto la proposta di matrimonio ma lei non era sicura (proponendogli invece di convivere) e per questo lui ha rotto la loro relazione e accettato il lavoro a Chicago; lei ama la propria professione e la persona che è, ma a volte non vorrebbe rientrare in una casa vuota. Seguendo un consiglio della madre, lega infine con un paziente mentre cura il suo braccio ferito. La sintonia tra Eileen e Glassman si è evoluta in una frequentazione sentimentale, per la quale la Lim è leggermente a disagio.
Consumata dalla rabbia per la perdita di Asher, inizialmente Jordan rifiuta di somministrare antidolorifici all'autista per lenirgli il dolore (lo incolpa poiché se non avesse voluto suicidarsi, non avrebbe messo in pericolo così tante persone), dopo aver parlato con la madre del giovane riesce tuttavia a provare empatia.
Su richiesta di Shaun, Glassman torna in sala operatoria per operare con successo un paziente in condizioni critiche.
Ad un certo punto, Shaun sperimenta un sovraccarico sensoriale sentendosi sopraffatto (come aveva previsto Lea), viene aiutato da Charlotte e insieme salvano il padre di due bambini; lui le fa i complimenti, lei cambia opinione sul suo tutor e decide di ritirare il reclamo presentato nell'episodio precedente. La Lim loda Murphy per le capacità di leadership dimostrate.
Mentre si occupa dei pazienti non gravi, Dominick è costretto a fronteggiare la propria paura del sangue, e Morgan lo rassicura osservando che la sua inventiva prova che è degno di stare in ospedale.
Alla fine dell'episodio e della difficile giornata, i medici si riuniscono per condividere i propri ricordi affettuosi di Asher (in precedenza, Jordan aveva aiutato Jerome a svuotare l'armadietto del fidanzato - lui non ha nemmeno una tomba su cui piangere perché i genitori hanno riportato il corpo a New York).
- Guest star: Bess Armstrong (Eileen Lim), Kayla Cromer (dottoressa Charlotte "Charlie" Lukaitis), Wavyy Jonez (dottor Dominick "Dom" Hubank), Giacomo Baessato (infermiere Jerome Martel), Elfina Luk (infermiera Villanueva), Colleen Wheeler (madre di Riley), April Cameron (infermiera Hawks), David Attar (rabbino Benjamin), Teryl Rothery (dottoressa Jen Lancaster), Bethany Brown (Rochelle), Wonser De - Gbon (infermiera Belfour), Dejan Loyola (Mark), Toby Berner (Zane), Abraham Asto (Ron).
- Ascolti USA:
- Ascolti Italia:

## Fede
- Titolo originale: Faith
- Diretto da: Steven DePaul
- Scritto da: Melaina Wright & Garrett Lerner

### Trama
Un uomo che afferma di chiamarsi Emmanuel e di essere un falegname proveniente da Nazareth si presenta in ospedale offrendosi volontario per donare un rene ad una paziente che necessita di un trapianto, dopo aver visto il video attraverso il quale la figlia sta provando a raccogliere adesioni. Jordan intuisce che egli crede di essere Gesù e si mostra perciò riluttante a procedere, anche perché l'uomo ha un gruppo sanguigno estremamente raro e l'intervento è piuttosto rischioso. La psichiatra conferma una diagnosi di disturbo delirante con delirio di onnipotenza. Non appena il potenziale donatore menziona la morte di Asher, Jordan sfoga su di lui la propria rabbia avendo perso la fede in Dio per aver lasciato morire l'amico (a cui pensa ancora). Murphy deduce che "Emmanuel" ha un feocromocitoma, un raro tumore che colpisce il surrene e che spiega il suo stato mentale; al risveglio dall'operazione per rimuoverlo, egli riconosce che il proprio nome è in realtà Carl ma non è più disponibile a donare il rene. Dopo aver notato la preoccupazione dei familiari della paziente e aver ascoltato le parole di Jordan, l'uomo cambia idea.
Park e Kalu trattano Paul Huston, affetto da un tumore inoperabile al cervello, che si è infortunato mentre completava la propria lista dei desideri. L'équipe medica conclude che la massa si può rimuovere, ma l'intervento lo lascerebbe quadriplegico; lui rifiuta poiché non vuole rappresentare un peso per la figlia influencer Eve. Jerome, ancora scosso dalla morte di Asher tanto da meditare di non tornare più in ospedale per i troppi ricordi, riesce a far ragionare Paul e successivamente i medici lo aiutano a compiere la complessa scalata di un monte che lui e la figlia desideravano. Jared passa a trovare Jerome per assicurarsi che stia bene e gli porta una lista di cose che Asher avrebbe voluto fare (salvare un gattino su un albero, mangiare pasta in Italia), proponendogli di farne alcune insieme in sua memoria, ma Jerome dichiara che quella che il fidanzato avrebbe voluto più di ogni altra sarebbero stati due tatuaggi identici per simboleggiare il loro amore, e nel finale dell'episodio si reca da un tatuatore.
Glassman conosce Hannah Ayleston, una tossicodipendente che sospetta soffra della malformazione di Chiari (in particolare del sottotipo "chiari 0") e che gli ricorda sua figlia Maddie (morta di overdose a diciannove anni e comparsa in flashback); ad un certo punto, riceve una telefonata che lo lascia turbato (come se fossero notizie negative) con i risultati di una risonanza che aveva richiesto.
Lea e Morgan litigano per Joelle, una babysitter che la prima ha individuato per il piccolo Steve ma che la seconda ha assunto prima per Eden, approfittando dei suoi dubbi; le due finiscono per trascinare nella discussione Shaun e Park, finché Shaun non ha un'idea che mette tutti d'accordo: impiegare Joelle in un asilo nido da aprire all'interno del St. Bonaventure. Quando lui e Lea vanno a riprendere Steve per tornare a casa, da un commento di Joelle su un piccolo segnale lui inizia a pensare che il figlio possa essere affetto da autismo.
- Guest star: Wavyy Jonez (dottor Dominick "Dom" Hubank), Guillermo Diaz (Carl), Ruby Kelley (Hannah Ayleston), Giacomo Baessato (infermiere Jerome), Zarrin Darnell - Martin (Naomi Pine), Adrian Hough (Paul Huston), Jordana Summer (Eve Huston), Ben Afful (Miles Pine), Yasmeen Kelders (Suki Pine), Rochelle Greenwood (dottoressa Lydia Grant), Tedra Rogers (Joelle), Sook Hexamer (Ruth).
- Note: la paziente di Glassman, Hannah Ayleston, che gli ricorda sua figlia Maddie, è interpretata da Ruby Kelley che nella realtà è proprio la figlia di Richard Schiff. Inoltre, la vera moglie dell'attore (e dunque la madre di Ruby) è Sheila Kelley, che nella serie ha interpretato l'interesse amoroso poi moglie del personaggio (i due personaggi divorziano nella quarta stagione).
- Ascolti USA:
- Ascolti Italia:

## Cambio di prospettiva
- Titolo originale: The Overview Effect
- Diretto da: Tracy Taylor
- Scritto da: Yaou Dou & David Hoselton

### Trama
Park, Jordan e Dominick si occupano di Mason Landover, un botanico che soffre di disturbi correlati al periodo trascorso nello spazio, tra i quali l' "effetto della veduta d'insieme" (un cambiamento cognitivo nella consapevolezza) che gli ha provocato una nuova scala di priorità: infatti ora vuole dei figli. Sebbene lui e la moglie Ana si trovino in disaccordo sul loro futuro insieme (dato che lei intende accettare una borsa di studio a Buenos Aires, per cui ha lavorato duramente), riescono a raggiungere un compromesso dopo che Mason rischia di morire.
Murphy, Kalu e Charlotte trattano Tayo, un bambino di origini nigeriane che ha un terzo braccio, più piccolo, per via di un gemello assorbito in utero; l'arto compromette la sua salute perciò si pone la difficile scelta di quale dei tre amputare (i genitori non vorrebbero eliminare quello poiché è tutto ciò che rimane del gemello). Shaun escogita un modo di utilizzare i nervi del terzo braccio per donare a Tayo un braccio sinistro perfettamente funzionante, grazie all'ispirazione di Charlotte.
Glassman ospita Hannah nel proprio appartamento rischiando la carriera per aiutarla, ma la sera lei va in overdose di fentanyl nel bagno e lui la soccorre, per poi accettare di darle pillole di ossicodone a orari controllati.
Morgan prende appuntamento in tribunale per sposarsi con Park, ma lui rifiuta sentendola dire che le sue ragioni sono puramente pratiche (un matrimonio faciliterebbe il processo di adozione di Eden), insistendo di volere una proposta significativa perché dev'essere un momento speciale. Lei allora fa vari tentativi (compresa una serenata davanti a tutti), che però risultano imbarazzanti. Alla fine, vedendo Mason e Ana insieme e osservando Morgan cullare Eden, Park si commuove ed è lui a chiederle di sposarlo.
Shaun inizia ad annotare i segnali in Steve che potrebbero essere "spie" dell'autismo (concentrarsi su un oggetto specifico, mancanza o difficoltà a mantenere il contatto visivo), con grande fastidio di Lea la quale sostiene invece che il figlio sia ancora troppo piccolo per poter avere una diagnosi precoce precisa. Shaun (guidato da ricordi della propria infanzia) intende farlo visitare da un neurologo infantile, lei si oppone e i due litigano; dopo aver chiesto consiglio a Glassman il giorno seguente, lei si scusa con Shaun e, avendo compreso quanto sia importante per lui, acconsente a sottoporre Steve ad alcuni test, ammettendo di aver avuto paura di non essere all'altezza di prendersi cura di un bambino "diverso" (se il responso fosse positivo). In sala d'attesa, Shaun ricorda quanto il suo defunto fratello lo abbia supportato quando i loro genitori litigavano sulla possibilità di sottoporlo agli stessi test e improvvisamente decide che lui e Lea possono godersi il figlio senza pressioni, proponendole di andare a comprare un gelato (come il fratello gli aveva offerto all'epoca).
- Guest star: Kayla Cromer (dottoressa Charlotte "Charlie" Lukaitis), Wavyy Jonez (dottor Dominick "Dom" Hubank), Ruby Kelley (Hannah Ayleston), Michael Trucco (Ethan Murphy), Onye Eme - Akwari (Ekin Abiola), Ekeobong Utibe (Dele Abiola), Josh Braaten (Mason Landover), Lorena Bernal (Ana Herrera), April Cameron (infermiera Hawks), Patricia Cullen (Marcie Murphy), Teryl Rothery (dottoressa Jen Lancaster), Aiden Stoxx (Tayo Abiola), Tedra Rogers (Joelle).
- Ascolti USA:
- Ascolti Italia:

## Incondizionato
- Titolo originale: Unconditional
- Diretto da: Mike Listo
- Scritto da: Thomas L. Moran & Adam Scott Weissman

### Trama
La dottoressa Claire Browne, amica ed ex collega dei medici del St. Bonaventure trasferitasi in Guatemala nell'ultimo episodio della quarta stagione, torna a San Jose per controllare un nodulo al seno (che una biopsia lì ha stabilito essere benigno), cogliendo l'occasione anche per conoscere il piccolo Steve e salutare tutti (persino Morgan, che le mostra una foto di Eden e la invita al matrimonio suo e di Park). Attraverso una seconda TAC, le viene diagnosticato un cancro al seno al primo stadio, rimosso facilmente da Murphy, Kalu e Charlotte.
La Lim, Jordan e Dominick trattano Clint, un uomo al quale un fulmine ha causato un tumore cerebrale. Su suggerimento di Glassman, egli suona la chitarra durante l'intervento, da sveglio, che l'équipe effettua con successo per eliminarlo, affinché i medici possano monitorare le sue abilità motorie.
Glassman continua, segretamente, a prescrivere le pillole di ossicodone ad Hannah, sebbene l'intera situazione lo stia emotivamente distruggendo (tanto da portare ad una lite tra i due nel momento in cui lui trova delle pastiglie nascoste): Shaun apprende da Lea che il suo mentore la sta ospitando nel proprio appartamento e si preoccupa (dato che somministrare oppiacei è illegale, soprattutto a qualcuno con problemi di tossicodipendenza); vorrebbe riferirlo alla Lim, ma Lea riesce a fargli comprendere che per Glassman è importante salvare Hannah e che, se lui oggi ha raggiunto professionalmente un'ottima posizione, è merito anche dell'amore e della fiducia incondizionati dell'uomo. Dopo aver chiesto consiglio a Claire (che menziona la morte della madre in un incidente d'auto e il loro primo incontro sei anni prima), Shaun si reca a parlare con la ragazza, identificandosi come il figlio di Glassman (non biologico): racconta che da piccolo i compagni di scuola lo consideravano strano, che i genitori non lo volevano, e che lui si è sempre sentito diverso. Riconosce che avrà sempre l'autismo, ma che ora ne è orgoglioso perché Glassman ha intuito che lui era molto più della propria condizione (convincendo l'ospedale ad assumerlo nella prima stagione), esattamente come Hannah può essere molto più di una tossicodipendente, sottolineando quindi l'enorme impatto che l'anziano medico ha avuto sulla sua vita.
Il ritorno di Claire e l'intervento di Clint fanno ricordare alla Lim i propri giorni più spensierati.
Park prende un permesso per cercare la location perfetta per il matrimonio suo e di Morgan all'ultimo minuto, sorprendendola con la notizia che lo celebreranno nel bar del loro primo appuntamento ufficiale, dopo la mezzanotte (è l'unico orario disponibile): la Lim officia la cerimonia, alla quale partecipano tutti compresa Claire, e Jordan e Dominick cantano per gli sposi. I sentimenti passati tra Claire e Jared riaffiorano (lei ammette di aver deciso di tornare solo dopo aver saputo da Shaun che lo avrebbe ritrovato lì, e lui afferma di averla pensata continuamente), culminando in un bacio all'esterno del locale subito dopo che lei gli assicura di non volere la "storia di una notte". Improvvisamente, però, Claire sviene.
Nel corso dei festeggiamenti, Glassman ringrazia Shaun per aver parlato con Hannah, spiegando che i suoi genitori la accompagneranno in un centro di riabilitazione il giorno seguente; poi osserva quanto sia cresciuto in questi anni (come medico, come padre e come uomo) e gli rivela che il cancro al cervello è tornato e questa volta è terminale.
- Guest star: Antonia Thomas (dottoressa Claire Browne), Kayla Cromer (dottoressa Charlotte "Charlie" Lukaitis), Wavyy Jonez (dottor Dominick "Dom" Hubank), Ruby Kelley (Hannah Ayleston), David Sullivan (signor Ayleston), Adam Kirschner (Clint), Elfina Luk (infermiera Dalisay Villanueva), Giacomo Baessato (infermiere Jerome Martel), April Cameron (infermiera Alyssa Hawks), Bethany Brown (Rochelle), Herschel Andoh (Javier), Mandeep Singh (Amir).
- Note: in questo episodio e in quello seguente (rispettivamente il penultimo e l'ultimo della stagione e dell'intera serie) torna, come regalo ai fan, il personaggio di Claire Browne (interpretata da Antonia Thomas), che è stata parte del cast regolare nelle prime quattro stagioni per poi apparire come "ospite" nella quinta. È stata uno dei personaggi più amati della serie, oltre che fondamentale per la crescita del protagonista Shaun Murphy e sua prima amica all'arrivo di quest'ultimo al St. Bonaventure (la prima a comprendere le sue difficoltà dovute all'autismo e a supportarlo). Il suo ritorno ha anche un risvolto drammatico, ma fortunatamente nell'episodio finale tutto si risolve per il meglio. Inoltre, questo episodio segna l'ultima apparizione della paziente di Glassman interpretata da Ruby Kelley (vera figlia dell'attore Richard Schiff).
- Ascolti USA:
- Ascolti Italia:

## Addio
- Titolo originale: Goodbye
- Diretto da: David Shore
- Scritto da: Liz Friedman, Jessica Grasl and David Shore

### Trama
Ricoverata in ospedale a seguito dello svenimento durante i festeggiamenti per il matrimonio di Morgan e Park, i medici constatano che Claire è stata colpita da un'infezione di acinetobacter resistente agli antibiotici, costringendo Kalu e la Lim ad indurle il coma poiché rischia seriamente di morire e infine a ricorrere ad un atto estremo, ovvero l'amputazione del braccio sinistro, man mano che la sua condizione peggiora (parlandole, anche se priva di sensi, Shaun la ringrazia per essere stata una buona amica).
Glassman rivela a Lea che gli restano dai tre ai sei mesi di vita, mentre Shaun diventa ossessionato dal trovare una soluzione che rallenti il decorso del cancro, non riuscendo naturalmente ad accettare la sua prossima morte (convocando una riunione con il resto dello staff); egli pianifica due differenti procedure ma Glassman rifiuta persino di studiare il materiale raccolto, dato che è intenzionato a non sottoporsi ad alcun trattamento; Morgan gli dice addio a proprio modo (ricordando quando lui le ha curato l'artrite reumatoide). Lea osserva che probabilmente a Shaun occorrerà più tempo di quello necessario a loro per accettarla e Glassman spiega di voler trascorrere quello rimanente insieme a loro due e al piccolo Steve (la sua famiglia); Murphy, all'ennesimo rifiuto del padre adottivo, si arrabbia e lo accusa di comportarsi da egoista e da codardo perché, dal proprio punto di vista, rinunciando alle cure, sta rinunciando anche a stare con loro. La Lim riesce a fargli capire che le persone alle quali vuole bene ora hanno bisogno di lui e Lea gli fa notare che se non dirà addio a Glassman, lo rimpiangerà per il resto della vita.
Shaun e Charlotte elaborano insieme un trattamento sperimentale con batteriofagi che Glassman somministra a Claire per evitare che Murphy comprometta la propria carriera dopo che l'FDA (Food and Drug Administration) ne nega l'approvazione. Accettando finalmente il destino di Glassman (esprimendogli la gratitudine per tutto ciò che ha fatto per lui negli anni e adottando la consapevolezza che quando lui non ci sarà più, avrà comunque Lea, il piccolo Steve e gli amici del St. Bonaventure), Shaun trascorre il tempo che gli resta con lui (andando al bowling e sulla stessa giostra dove l'anziano medico saliva con la figlia Maddie) e sei mesi dopo la sua perdita, apre una fondazione a suo nome per la neurodiversità in medicina che gestirà insieme a Claire.
Jared e Jordan chiariscono la loro situazione: lei ammette di essersi infastidita vedendo lui e Claire in intimità al matrimonio di Park e Morgan e lui allora si scusa per non averle detto che prova ancora sentimenti per la ex. Inoltre, Jordan aggiunge che lei e Perez si sono tenuti in contatto dalla morte di Asher e che spera ancora che il suo futuro sia con lui.
Nel futuro: Shaun e Lea hanno una figlia di nome Maddie (il nome è stato rivelato dallo showrunner dopo la messa in onda dell'episodio); Morgan e Park adottano ufficialmente Eden; sia Jared e Claire sia Jordan e Danny Perez tornano insieme, sposandosi e avendo dei figli; Jerome, superato il dolore per la morte di Asher, ritrova la felicità accanto ad un altro uomo; la Lim decide di lasciare il St. Bonaventure per prestare cure mediche in Ucraina (sebbene in precedenza avesse considerato di trasferirsi a Chicago per stare con Clay); Dominick apre una propria clinica pubblica; Charlotte diventa una strutturata alle prese con un nuovo gruppo di specializzandi. In un flash-forward a dieci anni dopo, tutti insieme assistono ad un TED Talk di Shaun, diventato Capo di Chirurgia, riguardo al proprio percorso di crescita e alle difficoltà affrontate grazie alla guida e al supporto di Glassman (sullo schermo alle sue spalle scorrono i nomi di tutte le persone da lui salvate), il cui messaggio è che la morte è inevitabile, ma l'eredità che ci si lascia dietro sono le vite che si toccano e che continuano a vivere.
- Guest star: Antonia Thomas (dottoressa Claire Browne), Kayla Cromer (dottoressa Charlotte "Charlie" Lukaitis), Wavyy Jonez (dottor Dominick "Dom" Hubank), Giacomo Baessato (infermiere Jerome Martel), Brandon Larracuente (Daniel "Danny" Perez), Elfina Luk (infermiera Dalisay Villanueva), April Cameron (infermiera Alyssa Hawks).
- Note: questo è l'unico episodio della serie in cui Shaun e gli altri personaggi non hanno pazienti da assistere, ad eccezione di Claire. Essendo il finale di serie, gli sceneggiatori e gli showrunner hanno voluto far tornare come "ospite" anche Brandon Larracuente nel ruolo di Daniel "Danny" Perez, lo specializzando della sesta stagione che era un tossicodipendente in riabilitazione e aveva sviluppato un interesse sentimentale ricambiato per Jordan. Nell'ultimo episodio della sesta, quest'ultima è stata costretta a somministrargli il fentanyl per salvargli la vita dopo essere stato investito da un'auto; per evitare una ricaduta, lui aveva deciso di tornare in Texas per riprendersi grazie all'aiuto e al supporto della famiglia (anche se i due hanno continuato a tenersi in contatto). In un'intervista rilasciata al magazine online "People" prima della messa in onda del finale di serie, il protagonista e produttore Freddie Highmore ha condiviso le proprie impressioni ed emozioni: "Sia interpretare il brillante personaggio di Shaun Murphy, sia esplorare il suo viaggio personale e professionale, che lavorare alla serie nel suo complesso, è stato un dono. E' divertente guardare indietro ai sette anni, e penso che sarà così difficile dire addio a tutto questo [al cast e alla crew] perché abbiamo attraversato così tanto insieme. [...] Sull'episodio finale ha dichiarato: "Sarà un finale sorprendente che ci ricorda l'inizio e lega insieme questo viaggio che Shaun e tutti i nostri personaggi hanno intrapreso. Sembrerà che in qualche modo abbiamo chiuso il cerchio, ma allo stesso modo vedremo i nostri personaggi nel futuro." L'attore è particolarmente orgoglioso di come la serie abbia rappresentato l'autismo, in modo sfaccettato e rispettoso; fin dall'episodio pilota nel 2017, lo show ha documentato gli "alti e bassi" del personaggio, così come i suoi tentativi di superare stereotipi e discriminazioni dovuti alla sua condizione neurologica: "Questa è stata, è sempre stata la cosa più importante per me nel recitare il ruolo. Se c'è qualcosa che spero questa serie abbia fatto, anche in piccola parte, è che abbia aiutato a sfidare gli stereotipi e a cambiare la percezione delle persone riguardo all'autismo. Questo è sempre stato il nostro obiettivo e intenzione.[...]"[9]. In un'intervista concessa alla Rai, Highmore ha aggiunto: "L'ultimo giorno di riprese è stato un po' come il giorno del diploma. Dopo aver passato tanti anni della tua vita in un ambiente circoscritto, ogni giorno con le stesse persone, arrivi alla fine e ti senti nostalgico, riflessivo: sai che il tuo mondo non sarà più lo stesso, ma allo stesso tempo ti senti eccitato per il futuro.".[10]
- Ascolti USA:
- Ascolti Italia: